# George G. Sill
George Griswold Sill (* 26. Oktober 1829 in Windsor, Connecticut; † 19. Mai 1907 in Hartford, Connecticut) war ein US-amerikanischer Jurist und Politiker. Zwischen 1873 und 1877 war er Vizegouverneur des Bundesstaates Connecticut.

## Werdegang
George Sill wurde in Windsor, Connecticut geboren. Er besuchte die Ellington Academy und anschließend zwischen 1848 und 1852 die Yale University, wo er ein Mitglied von Skull and Bones wurde. Nach einem anschließenden Jurastudium wurde er 1856 als Rechtsanwalt zugelassen. Zu Beginn des Bürgerkrieges stellte er eine Kompanie aus Connecticut auf, mit der er dann im Heer der Union diente. Privat wurde er ein erfolgreicher Geschäftsmann, der verschiedene Firmen leitete. So war er unter anderem Präsident der Hartford Governor Company und Direktor bei der Mutual Benefit Life Insurance Company. Politisch war er ursprünglich Mitglied der Republikanischen Partei. Im Jahr 1872 wechselte er zu den Demokraten.
1873 wurde Sill an der Seite von Charles Roberts Ingersoll zum Vizegouverneur von Connecticut gewählt. Dieses Amt bekleidete er nach jährlichen Wiederwahlen zwischen 1873 und 1877. Dabei war er Stellvertreter des Gouverneurs und Vorsitzender des Staatssenats. Er war der letzte Vizegouverneur von Connecticut, dessen jeweilige Amtszeit auf ein Jahr begrenzt war. Seit 1877 wurden die Gouverneure und Vizegouverneure dieses Staates auf zwei Jahre gewählt.
Zwischen 1888 und 1892 war George Sill als Nachfolger von Lewis E. Stanton Bundesstaatsanwalt für den Distrikt Connecticut. Er starb am 19. Mai 1907 in seinem Haus in Hartford.